# Надія Чорнобай
Надія Чорнобай (ест. Nadežda Tšernobai) (28 квітня 1985, Кохтла-Ярве, Естонія — 21 грудня 2015, Тарту, Естонія) — естонська художниця, член Естонської спілки живописців і член Тартуської спілки художників, учасниця групи естонських художників "DUUL".

## Біографія
Надія Чернобай народилася 28 квітня 1985 року у Кохтла-Ярве. Мати — художниця, учитель малювання, отец — машинист экскаватора.
З 1997 року Надія Чорнобай навчалася в Йихвіській художній школі, яку закінчила у 2001 році. У 2004 році закінчила із золотою медаллю Кохтла-Ярвеську загальну гімназію.. Рік між навчанням у середній школі та університеті працювала у фотоательє.
З 2005 року навчалася на художньому відділенні філософського факультету Тартуського університету за фахом «Живопис», де в 2007 році отримала ступінь бакалавра і у 2010 році - ступінь магістра. У 2014 році почала навчання в докторантурі Латвійської академії мистецтв.

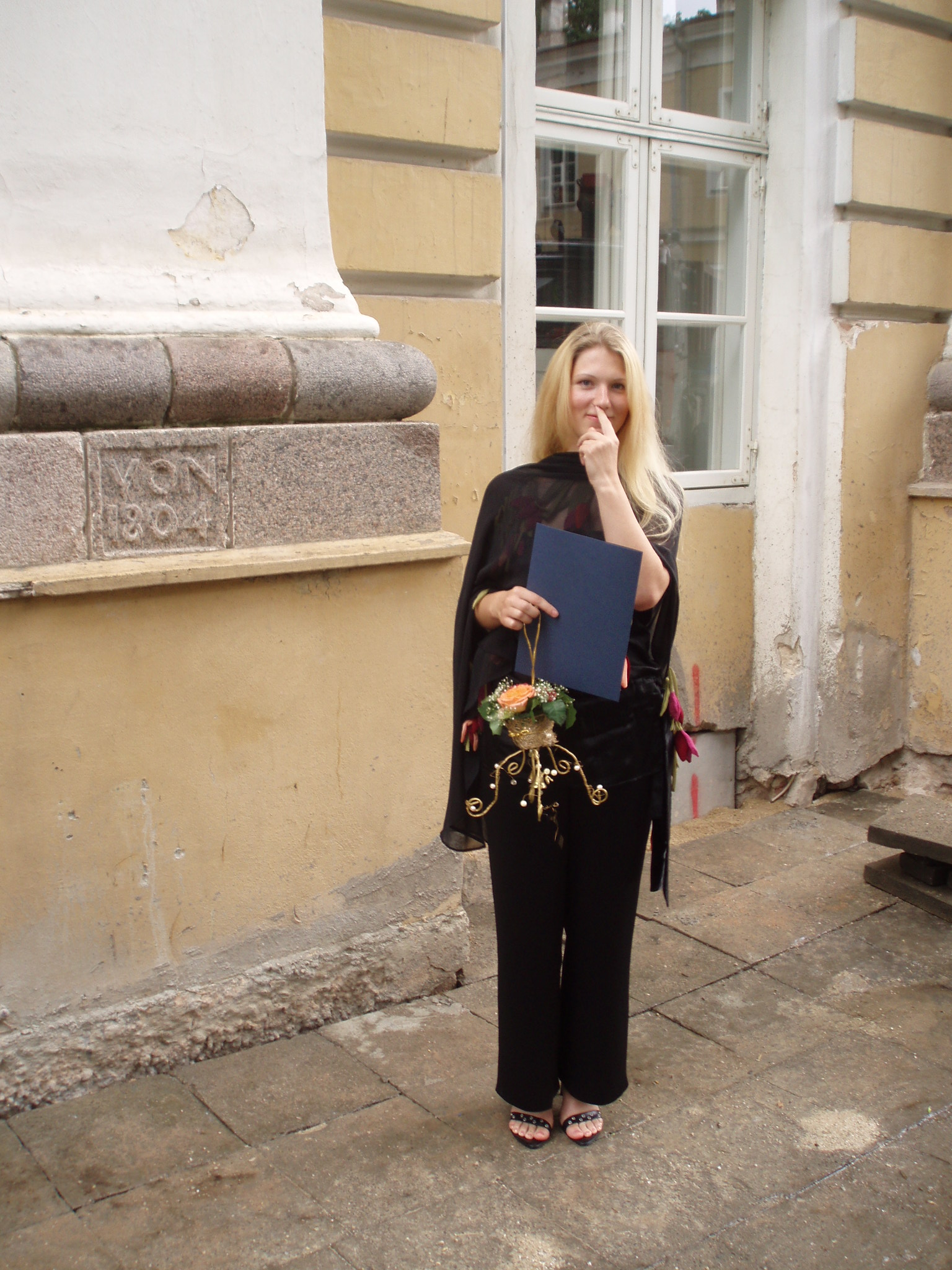
Надія Чорнобай в день отримання диплома бакалавра перед головною будівлею Тартуського університету, 2007 рік

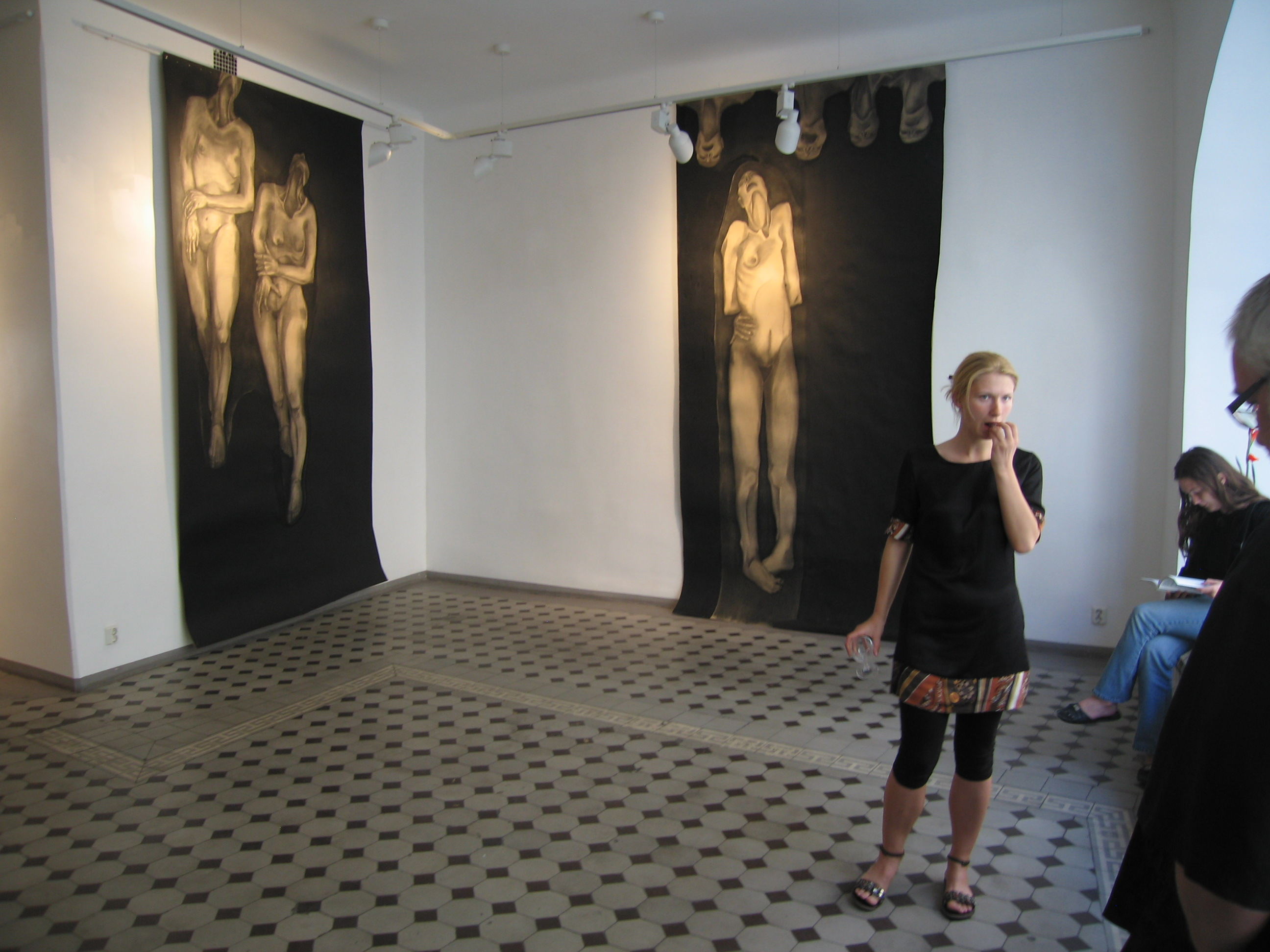
Надія Чорнобай на відкритті своєї першої персональної виставки «Поцілунок жовтої невинності», 2008 рік

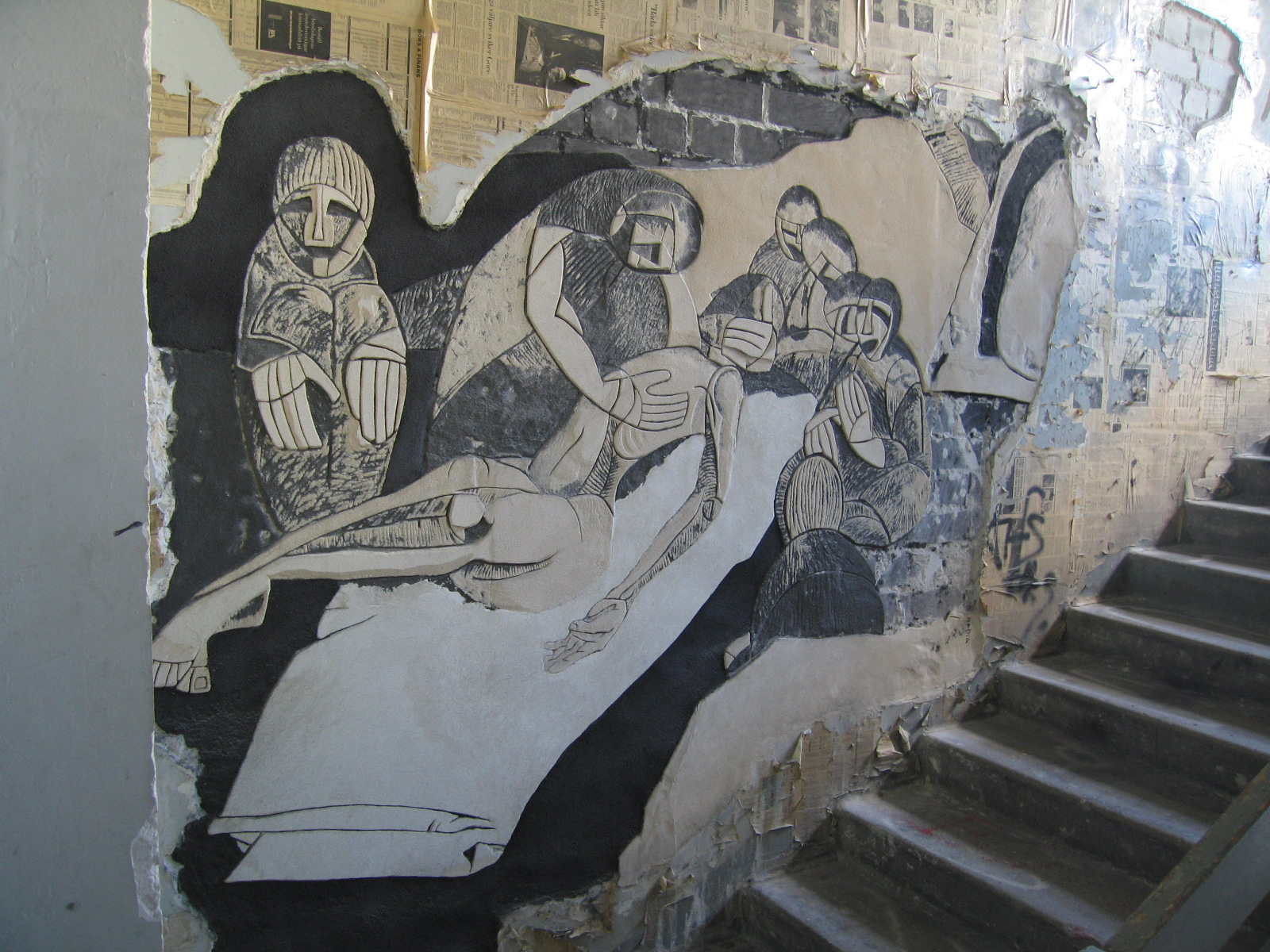
Сграффіто Надії Чорнобай в будівлі Естонської Академії мистецтв (знесене) на Тартуському шосе, Таллінн, 2006 год

Працювала в Тартуський художній школі вчителем малювання, до цього навчалася малювання в Тартуському художньому коледжі.

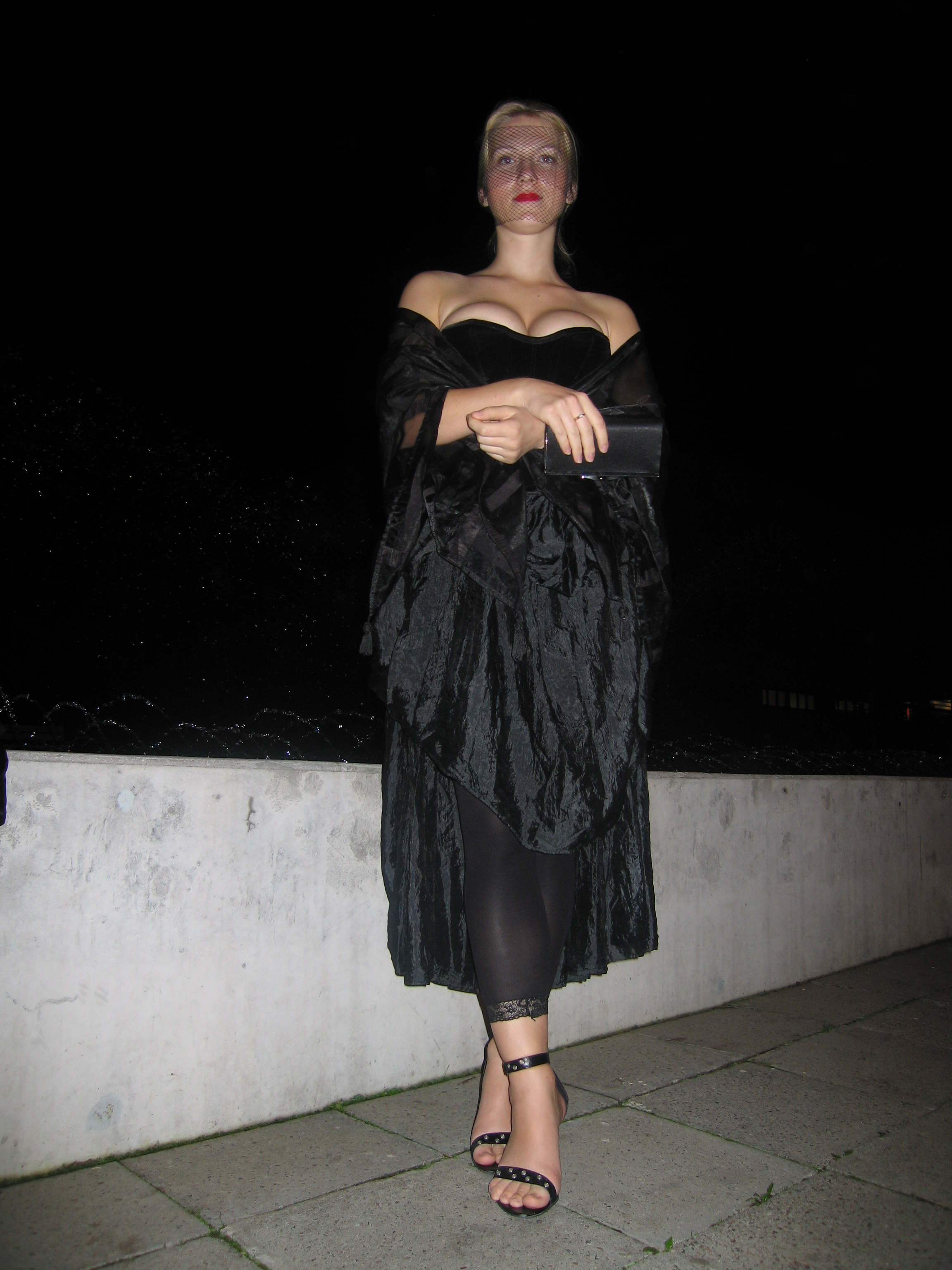
Надія Чорнобай на відкритті Естонського театрального фестивалю "UNT!", 2008 рік

Закінчила життя самогубством у дворі Тартуського Будинку художників, де у неї було ательє, 21 грудня 2015 року. Похована на цвинтарі Йихві.
Шкільні педагоги згадують її як спокійну, цілеспрямовану дівчину, турботливу сестру для брата .
У некролозі колеги художниці відзначили, що «в Надії ховалися хіба що два полюси: перший, який у творчості висловлювався сильними, відкритими апокаліптичними темами, і другий, який оголювався у спілкуванні з нею, і з якого лилися спокій, тепло і ніжність».

## Творчість
За словами естонського історика мистецтва Крісти Пійрімяе, у творчості Чорнобай її особисті проблеми доходять «завдяки мудрості, щирості і мужності ... до душі глядача і набувають більш загального і більш соціального значення» .
У 2006 році, навчаючись по обміну в Естонській академії мистецтв, Чорнобай почала займатися монументальним живописом. Одна з її робіт, створена в техніці сграффіто, була знищена, коли в 2010 році була знесена стара будівля академії на Тартуському шосе.
У грудні 2008 року на щорічній виставці художників в Тарту Надія Чорнобай з'явилася з відкритою спиною, прямо до шкіри якої були пришиті крила з ватину. Було зроблено 12 швів, але, за твердженням художниці, болю вона не відчувала. Не було навіть крові, а через три дні від швів не залишилося і сліду. Все це було знято на відео, і маленький фільм демонструвався у виставковій галереї протягом двох тижнів. На питання естонської журналістки Маріс Мейессаар, навіщо вона це зробила, Надія Чорнобай відповіла: «Це пасувало до передріздвяного часу. А по-друге, це також було провокацією, щоб подивитися, чи звернуть люди увагу. Це була спроба зрозуміти, що, якщо шокуєш і робиш щось, що не може мати ніякого відношення до мистецтва, чи звернуть все-таки на тебе увагу. Це як театр і життя - ти весь час повинен грати і досліджувати кордони».
У багатьох роботах Чорнобай є елементи живопису дії. Її перший хепенінг відбувся 12 січня 2009 року на відкритті художньої виставки в Галереї Дракона і називався «Символічне винесення Леніна з мавзолею»: спочатку пофарбована в червоний колір художниця лежала на вікні галереї як мертва; від підлоги до стелі її оточувало червоне драпірування, поруч стояв портрет Леніна з гіпсу; раптом вона заворушилася і піднялася; ніби в якомусь трансі, вона взяла свічку, вийшла з галереї і поставила її біля дверей розташованого навпроти галереї посольства Російської Федерації; потім повільним кроком пройшла навколо посольства, чіпаючи закриті двері; свій рейд вона завершила на вулиці Лай, де видаються російські візи; побачивши червоного «привида», перехожі перебігали на іншу сторону вулиці.
При створенні у 2009 році своїх полотен для виставки "MÄ" Чернобай використовувала кров, вугілля, папір і текстиль. Вона так прокоментувала свої роботи:

Це такі реальні істини, як кров і вугілля … Минущі і в той же час вічні … Я сама спалюю вугілля з живого дерева, своїми стертими руками мажу кров'ю білий папір, зроблений із живого дерева ... Я пишу себе кров'ю і вугіллям…

На виставці були також представлені два відеосюжети, що відобразили процес створення цих робіт. Художниця малювала гола, своїм тілом, використовуючи кров тварин, придбану на бойні і розлиту по мисках.
Виставка " МÄ " була дипломною магістерською роботою Чорнобай, яка була виконана під керівництвом професора Яана Елкена і отримала вищу оцінку комісії.
Багато творів Надії Чорнобай, в тому числі акварелі, натюрморти та міські види, були продані на Аукціоні молодого мистецтва, який відбувся в Тарту в 2011 році..
Для самовираження Надія Чорнобай часто використовувала форму складного вівтаря. Її перша робота у формі вівтаря носила назву «Історія виючої собаки» і була представлена на дев'ятій річній виставці Спілки художників Естонії «Самовикриття» в Талліннському Будинку мистецтва влітку 2009 року. Робота отримала великий резонанс. Серія особистих виставок художниці в 2011 році вже носила назву «Вівтарі», а остання виставка, що відкрилася в 2015 році - назва «Вівтарі. Том 3». Вівтар номер 5 з цієї виставки був присвячений композитору Арво Пярту, чия музика асоціювалася у Надії Чорнобай з деревом. За словами журналістки Кайрі Нурк, останній вівтар Надії Чорнобай відсилає як до створення, так і гріхопадіння (і разом з цим - до смерті). Постановка художниці була інспірована сценою створення Адама з фрески Мікеланджело в Сикстинській капелі.
У 2015 році спільно з естонським художником Пеетером Кросманом (Peeter Krosmann) в лікарні сестринської допомоги Клініки Тартуського університету Надія Чорнобай створила настінну композицію в техніці сграффіто «Сад».Ця робота принесла Чорнобай і Кросманну найвищу нагороду мистецького життя - премію Адо Ваббе (Ado Vabbe preemia).
Про свої роботи Надія Чорнобай говорила, що вони не вимагають слів і роз'яснень, проте в супровідному листі до своєї виставці «Поцілунок жовтої невинності», що відбулася в 2008 році, написала:

Біль, нестерпний біль, який вбиває і який дає життя. Душа занадто болюча - вона намагається вибратися з тіла. Навіщо залишатися в цьому тілі, яке заподіює тільки страждання? Цей біль виникає самий по собі, я сама його в собі створюю. Душа і тіло вже не єдині. Душа пішла, тіло залишилося.

26 вересня 2016 року в Тартуському художньому домі відкрилася спільна виставка художників Пеетера Кросманна і Надії Чорнобай «Зв'язок». Тартуська Спілка художників складає свою щорічну програму виставок заздалегідь, і, як сказав галерист Індрек Григор ( Indrek Grigor): «Хоча Наді більше немає, виставка все-таки пройде в тій формі, в якій вона була запланована. Художник продовжує жити у своїх творіннях далі».

## Персональні виставки
- 2008 — «Поцілунок жовтої невинності» ("Kollase süütuse suudlus") (частина захищеної в 2007 році бакалаврської дипломної роботи)
  - Галерея Дракона, Таллінн
- 2010 — «MÄ»
  - Галерея "Noorus", Тарту
  - Галерея "ArtDepoo", Таллінн
- 2011 — «Вівтарі» ("Altarid")
  - Галерея "Aatrium", Таллінн
  - Монументальна галерея, Тартуський художній будинок
  - Галерея бібліотеки Естонського університету природничих наук, Тарту
- 2012 — „NSP“
  - Галерея „Vaal“, Таллінн[17]
- 2012 — «Повороти» („Pöörded“)
  - Тартуський Художній дім
- 2014 — «Вівтарі. Том 2» („Altarid. Vol 2“)
  - Галерея „Noorus“, Тарту
- 2015 — «Вівтарі. Том 3» („Altarid. Vol 3“)[18][19]
  - Y-галерея (Y-galerii), церква Тартуського університету, Тарту